# Sozialistische Republik Bosnien und Herzegowina
Die Sozialistische Republik Bosnien und Herzegowina (serbokroatisch Социјалистичка Република Босна и Херцеговина Socijalistička Republika Bosna i Hercegovina, bis 1963 Volksrepublik Bosnien und Herzegowina, serbokroatisch Народна Република Босна и Херцеговина Narodna Republika Bosna i Hercegovina), kurz SR Bosnien und Herzegowina oder SR BiH, war die drittgrößte von sechs Teilrepubliken der Sozialistischen Föderativen Republik Jugoslawien (bis 1963 Föderative Volksrepublik Jugoslawien).
Die SR Bosnien und Herzegowina bestand bis zur Unabhängigkeit Bosnien-Herzegowinas als Republik Bosnien und Herzegowina 1992. Hauptstadt der 51.129 km² großen sozialistischen Republik war Sarajevo. Von den insgesamt 4,2 Mio. Einwohnern zur letzten Volkszählung 1991 waren 2,1 Millionen Muslime (Bosniaken), 1,3 Millionen Serben und 800.000 Kroaten.

## Geschichte
Bereits Ende des Jahres 1943 in Mrkonjić Grad ausgerufen, war die Volksrepublik Bosnien und Herzegowina seit 1945 Teil der Föderativen Volksrepublik Jugoslawien. Mit der Verfassungsänderung 1963 wurden die Teilrepubliken in „sozialistische Republiken“ umbenannt.
Mit dem Zerfall Jugoslawiens ab 1991 kam es im Oktober 1991 über die Frage der Zukunft Bosnien und Herzegowinas zur Spaltung des Parlaments in zwei Gruppen (bosnische Serben gegen Kroaten und Bosniaken).
Am 29. Februar und 1. März 1992 fand eine Volksabstimmung über die Unabhängigkeit statt, dabei votierten mehr als 90 % der Wähler für die Unabhängigkeit, das Referendum war allerdings von den Serben boykottiert worden.
Am 2. März 1992 erklärte Bosnien und Herzegowina seine Unabhängigkeit. Infolgedessen brach der fast vierjährige Bosnienkrieg aus, der erst mit dem Dayton-Friedensvertrag 1995 beigelegt wurde.

## Wirtschaft
Das Gebiet der SR Bosnien und Herzegowina galt bis zum Ende des Zweiten Weltkriegs zu den wirtschaftlich schwächsten Regionen Jugoslawiens, nach dem Weltkrieg wurde die Industrialisierung forciert. Der Kohle- und Erzbergbau, die Metallurgie und der Maschinenbau waren die bedeutendsten Industrien, dennoch stellte die Landwirtschaft auch bis zum Ende der SR Bosnien und Herzegowina noch einen wichtigen Wirtschaftszweig dar.